# Amsichthys knighti
Amsichthys knighti är en fiskart som först beskrevs av Allen, 1987.  Amsichthys knighti ingår i släktet Amsichthys och familjen Pseudochromidae. Inga underarter finns listade i Catalogue of Life.